# Finnischer Fußballpokal 1991
Der Finnische Fußballpokal 1991 (finnisch Suomen Cup 1991) war die 37. Austragung des finnischen Pokalwettbewerbs. Er wurde vom finnischen Fußballverband ausgetragen. Das Finale fand am 24. Oktober 1991 im Olympiastadion Helsinki statt.
Pokalsieger wurde zum ersten Mal Turku PS. Das Team setzte sich im Finale nach Elfmeterschießen gegen den FC Kuusysi durch, nachdem es in 120 Minuten keiner Mannschaft gelang, einen Treffer zu erzielen. TPS qualifizierte sich damit für den Europapokal der Pokalsieger. Titelverteidiger Ilves Tampere war im Halbfinale gegen den späteren Sieger ausgeschieden.
Alle Begegnungen wurden in einem Spiel ausgetragen. Bei unentschiedenem Ausgang wurde das Spiel um zweimal 15 Minuten verlängert. Stand danach kein Sieger fest, folgte ein Elfmeterschießen.

## Teilnehmende Teams
Die Teilnahme war freiwillig. Insgesamt 291 Mannschaften hatten für den Pokalwettbewerb gemeldet. Die Zweitligisten stiegen in der 5. Runde ein, die Erstligisten in der 6. Runde.
| Runde         | Zugänge | Sieger der letzten Runde | Spiele / Sieger |
| ------------- | ------- | ------------------------ | --------------- |
| 1. Runde      | 88      | –                        | 44              |
| 2. Runde      | 1800    | 44                       | 1120            |
| 3. Runde      | –       | 1120                     | 56              |
| 4. Runde      | –       | 56                       | 28              |
| 5. Runde      | 11      | 28                       | 19              |
| 6. Runde      | 12      | 020 *                    | 16              |
| 7. Runde      | –       | 16                       | 08              |
| Viertelfinale | –       | 08                       | 04              |
| Halbfinale    | –       | 04                       | 02              |
| Finale        | –       | 02                       | 01              |
| Gesamt        | 2910    |                          | 2900            |

## 1. Runde
|                                 | Ergebnis              |                                 |
| ------------------------------- | --------------------- | ------------------------------- |
| FC Viikingit                    | 0:1                   | IF Gnistan                      |
| Virkkalan Kiri                  | 1:3                   | FC Kiffen 08 Helsinki           |
| Laajasalon Palloseura           | 4:3                   | FC Canon Helsinki               |
| Takopallo Vantaa                | 00:10                 | Lohjan Pallo                    |
| Helsingin Kullervo              | 2:4                   | FC Kirkkonummi                  |
| Malmin Pallo                    | 12:00                 | Metsälän Valo                   |
| Eugen Schumannin PF             | 1:7                   | FC Espoo                        |
| Arsenal Helsinki                | 0:2                   | Team Grani Kauniainen           |
| Grumset Helsinki                | 0:7                   | Puotinkylän Valtti              |
| Maskun Palloseura               | 1:4                   | Turun Weikot                    |
| Turun Nahkakuula-75             | 0:0 n. V. (3:5 i. E.) | Kaarinan Pojat                  |
| Musan Salama                    | 3:0                   | Uotilan Työväen Urheilijat      |
| Tervakosken Pato                | 1:2                   | Tampereen Kisa-Toverit          |
| Mäntsälän Urheilijat            | 1:3                   | Seiskat Lahti                   |
| Ekumeeninen Pallo               | 2:0                   | Pirkkalan Viri                  |
| Iittalan Pallo                  | 13:00                 | Kiimingin King Kongs            |
| Riihimäen Palloseura            | 1:2                   | PS-44 Valkeakoski               |
| Orimattilan Pedot               | 2:3                   | Lahden City Stars               |
| Hirsilän Pyrkiä                 | 1:4                   | Ylöjärven Ryhti                 |
| Tampereen Universtas            | 00:3 1                | Tampereen-Viipurin Ilves Kissat |
| Tammerfors BK                   | 4:0                   | Soccer Club Blue Bulls          |
| Savitaipaleen Urheilijat        | 2:5                   | Mikkelin Kissat                 |
| Kotajärven Pallo                | 0:4                   | Imatran Pallo-Salamat           |
| Haminan Pallo-Kissat            | 1:2                   | Loviisan Tor                    |
| Mäntyharjun Jäntevä             | 1:0                   | Otavan Viesti                   |
| FC Nurmes                       | 1:2                   | Kerho-07 Seinäjoki              |
| Vaajakosken Pallo               | 0:1 n. V.             | Jyväskylän Pallokerho           |
| Vaajakosken Kuohu               | 0:4                   | Siilinjärven Palloseura         |
| Suolahden Urho                  | 3:1                   | Nilsiän Pallo-Haukat            |
| Kuiruveden Palloilijat          | 1:2                   | Sorsakosken Urheilijat          |
| Tohmajärven Palloseura-90       | 1:5                   | Outokummun Pallo                |
| Niemisen Urheilijat             | 0:3                   | Juuan Palloseura                |
| Toivalan Urheilijat             | 1:4                   | Iisalmen Pallo-Veikot           |
| Toholammin Urheilijat           | 5:2                   | Oulaisten Huima                 |
| Larsmo BK                       | 0:2                   | Kokkolan PS                     |
| Vähänkyron Viesti               | 03:0 1                | FC Kristiina                    |
| Jurva-70 Jalkapallo             | 4:1                   | Wäinämöisen Syke                |
| Kanuuna Espoo                   | 2:0                   | Tervolan Palloseura             |
| Pateniemen Urheilijat           | 1:3                   | Iltatähti Oulu                  |
| Raahen Ponnistus                | 2:0                   | Moisiovaaran PS                 |
| Kajaanin Jormuan Tarmo          | 12:00                 | Bellaflor-79 Oulu               |
| Pansion Vintiöt                 | 5:3                   | Pyhännän Palloseura             |
| Suomussalmen PS                 | 3:0                   | Kajaanin Pallo-Pojat            |
| Rovaniemen Sinetän Nuorisoseura | 1:3                   | Kontio Kolari                   |

## 2. Runde
|                              | Ergebnis              |                                 |
| ---------------------------- | --------------------- | ------------------------------- |
| Puistolan Urheilijat         | 0:4                   | Helsingin Ponnistus             |
| Hyvinkään Palloseura         | 7:0                   | Tikkurilan PS                   |
| Hopsi Helsinki               | 0:3                   | Malmin Palloseura               |
| IKHTYS Helsinki              | 0:1                   | Leppävaaran Pallo               |
| FC Kirkkonummi               | 1:2                   | Helsingfors IFK                 |
| Tuuba-85 Helsinki            | 0:1                   | PK-35 Helsinki                  |
| Käpylän Urheilu-Veikot       | 1:1 n. V. (4:3 i. E.) | Esbo BK                         |
| FC Topparit                  | 0:5                   | BK-46 Karis                     |
| Käpylän Pallo                | 0:1                   | FC Espoo                        |
| Team Grani Kauniainen        | 1:0                   | Kontulan Urheilijat -72         |
| JAH Helsinki                 | 0:1                   | Helsinki United                 |
| FC Norssi Helsinki           | 0:1                   | Keravan Pallo-75                |
| Polla Tampere                | 03:0 1                | Porvoon Akilles                 |
| Olarin Tarmo-77              | 0:4                   | Karkkilan Urheilijat            |
| Jokelan Kisa                 | 0:4                   | Grankulla IFK                   |
| Suurmetsän Urheilijat        | 3:0                   | SexyPöxyt                       |
| Vantaan Pallo-70             | 9:0                   | Malmin Pallo                    |
| Laajasalon Palloseura        | 1:3                   | Hangö IK                        |
| Helsingin Plootu-Veikot      | 1:2                   | Järvenpään PS                   |
| Gappy Club Helsinki          | 4:10                  | Horman Hiisi Lohja              |
| FC Honka Espoo               | 0:7                   | FC Ogeli                        |
| FC Grani Rowdies             | 0:5                   | Lohjan Pallo                    |
| Helsingin Johanneksen Dynamo | 2:1                   | Nummelan Palloseura             |
| IF Sibbo-Vargarna            | 1:0                   | Vantaan Veturi                  |
| Zenith Myllypuro             | 1:4                   | IF Gnistan                      |
| Pajamäen Pallo-Veikot        | 1:2                   | Puotinkylän Valtti              |
| FC Norsunkaatajat            | 3:1                   | Järvenpään-83 PS                |
| Kerkkoon Urheilijat          | 0:3                   | FC Kiffen 08 Helsinki           |
| Eurajoen Pallo               | 00:12                 | Kaarinan Pojat                  |
| Puistomäen Palloseura        | 1:5                   | Tokulan Teräs                   |
| Huhtamon Nuorisoseura        | 1:2                   | ÅIFK Turku                      |
| Toejoen Veikot               | 0:1                   | Salon Vilpas                    |
| Team-82 Parainen             | 0:4                   | Rauman Pallo                    |
| Luvian Kisatoverit           | 1:8                   | Musan Salama                    |
| Piikkiön Palloseura          | 0:2                   | Raision Palloseura              |
| Jämsänkosken Ilves           | 0:5                   | Pargas IF                       |
| Raisio Futis                 | 1:3                   | Euran Pallo                     |
| Someron Voima                | 1:4                   | Uudenkaupungin Roima            |
| Perniön Urheilijat           | 1:5                   | Turun Toverit                   |
| Turun Weikot                 | 0:3                   | Turun Pallo                     |
| Naantalin VG-62              | 6:0                   | Loimaan Palloseura              |
| Porin Palloilijat            | 03:0 2                | Paimion Haka                    |
| Merikarvian Toverit          | 1:4                   | Pihlavan Tyoväen Urheilijat     |
| FC Piikkiö                   | 2:3                   | Harjavallan Pallo               |
| Paltsarit Tampere            | 1:4                   | FC Tampere                      |
| Kanavan Pallo-80             | 2:1                   | Heinolan Palloilijat-47         |
| Janakkalan Pallo             | 1:4                   | Valkeakosken Koskenpojat        |
| Messukylän Toverit           | 0:5                   | Nokian Pyry JK                  |
| Tampereen Palloilijat        | 2:3                   | Forssan A-Futis                 |
| Nastolan Nopsa               | 1:4                   | Lahden Työväen Palloilijat      |
| Hämeenlinnan Härmä           | 1:6                   | PP-70 Tampere                   |
| Viialan Peli-Veikot          | 4:1                   | Tampereen-Viipurin Ilves Kissat |
| Tammerfors BK                | 6:0                   | Ekumeeninen Pallo               |
| Urjalan Palloseura           | 1:2                   | Iittalan Pallo                  |
| Sääksjärven Loiske           | 2:1                   | Toijalan Pallo -49              |
| Mänttän Valo                 | 0:2                   | Tampereen Kisa-Toverit          |
| Seiskat Lahti                | 6:0                   | Liipolan Kisa                   |
| Jalkapalloseura Stars Lahti  | 1:7                   | PS-44 Valkeakoski               |
| Orimattilan Toive            | 1:3                   | Lahden City Stars               |
| Haukila SV Valkeakoski       | 0:4                   | Hämeenlinnan Pallokerho         |
| Pallotiimi Forssa            | 1:2                   | Ylöjärven Ryhti                 |
| Kangasalan Voitto            | 01:10                 | Tampereen Pallo-Veikot          |
| Mäntyharjun Jäntevä          | 1:3 n. V.             | Lauritsalan Työväen Palloilijat |
| Joutseno United              | 0:0 n. V. (4:5 i. E.) | Simpeleen Urheilijat            |
| Haukivuoren Pallo            | 00:3 3                | Purha Inkeroinen                |
| Reitkallion Vihuri           | 0:7                   | Karhulan Peli-Karhut            |
| FC Myllykosken Pallo -86     | 1:8                   | Myllykosken Pallo -86           |
| Hiirolan Haka                | 00:3 4                | Mikkelin Kissat                 |
| Roihuvuoren Urheilijat       | 1:4                   | Imatran Pallo-Salamat           |
| Mussalon Oras                | 0:8                   | Kotkan Työväen Palloilijat      |
| Kangasniemen Palloilijat     | 1:3                   | Savonlinnan Työväen Palloseura  |
| FC Kotka                     | 3:1 n. V.             | Loviisan Riento                 |
| Popiniemen Ponnistus         | 2:6                   | Loviisan Tor                    |
| Virolahden Sampo             | 0:4                   | Buta Kotka                      |
| Kulennoisten Pallo           | 1:4                   | PEPO Lappeenranta               |
| Salon Pojat                  | 0:2                   | Lappeenrannan Pallo             |
| Karelian Pallo               | 4:0                   | Sorsakosken Urheilijat          |
| Rantakylän Pelo-Toverit      | 1:4                   | Juankosken Pyrkivä              |
| Iisalmen Pallo-Veikot        | 2:0                   | Outokummun Pallo                |
| Kalmarin Nahjus              | 0:2                   | Keuruun Pallo                   |
| Warkauden TP                 | 1:3                   | Kings SC Kuopio                 |
| Warkauden Pallo -35          | 01:14                 | Äänekosken Huima                |
| Huuhan Pallo                 | 1:3                   | Jämsänkosken Ilves              |
| Juuan Palloseura             | 2:5                   | FC Tarzan Kuipio                |
| Siilinjärven Palloseura      | 0:3                   | Jyväskylän Pallokerho           |
| Haapamäen Pallo-Pojat        | 3:0                   | Viitasaaren JK                  |
| Kerho-07 Seinäjoki           | 1:6 n. V.             | Koparit Kuopio                  |
| Suolahden Urho               | 0:3                   | Jyväskylän Palloilijat-77       |
| Vähänkyron Viesti            | 0:7                   | Vasa BK-IFK                     |
| Alavuden Peli-Veikot         | 01:11                 | Sepsi-78 Seinäjoki              |
| Jurva-70 Jalkapallo          | 0:7                   | IF Närpes Kraft                 |
| Loimaan Palloseura           | 0:7                   | Vaasan PS                       |
| IK Myran Nedervetil          | 1:3                   | Gamlakarleby BK                 |
| NoStars Kokkola              | 1:2 n. V.             | Nykarleby IK                    |
| Tohmajärven Urheilijat       | 5:2                   | Kokkolan PS                     |
| Lappfjärds BK                | 3:2 n. V.             | Oravais IF                      |
| Teuvan Pallo                 | 1:0                   | Petalax IK                      |
| Terjärv Ungdoms SK           | 3:1                   | Ylöjärven Pallo                 |
| Vaasan Pallo-Veikot          | 2:4                   | Lapuan Virkiä                   |
| Kannuksen Ura                | 0:2                   | Ykspihlajan Reima               |
| Kajaanin Jormuan Tarmo       | 0:4                   | Kajaanin Haka                   |
| Petajäkosken Voima-Veikot    | 00:3 5                | Rovaniemen Reipas               |
| Pansion Vintiöt              | 00:12                 | Kajaanin Palloilijat            |
| Iltatähti Oulu               | 1:0                   | Raahen Ponnistus                |
| Oulun Pallo-Pojat            | 0:2                   | Suomussalmen PS                 |
| Pateniemen Vesa              | 0:2                   | Oulun Palloseura                |
| Isokylän Pallo-Pojat         | 1:3                   | Rovaniemen Lappi                |
| Pellon Ponsi                 | 4:1                   | Rovaniemen Työväen Palloilijat  |
| Rovaniemen Kanuunat          | 3:5                   | Kontio Kolari                   |
| Kittilän Palloseura          | 1:4                   | Tornion Pallo -47               |
| Pasmajärven Palloilijat      | 6:0                   | Kuopion Jalkapallokerho         |
| Saarenkylän Nuorisoseura     | 2:0                   | Sodankylän Pallo                |

## 3. Runde
|                                 | Ergebnis  |                                |
| ------------------------------- | --------- | ------------------------------ |
| Keravan Pallo-75                | 2:1       | Hämeenlinnan Pallokerho        |
| Lohjan Pallo                    | 0:2       | Helsingin Ponnistus            |
| FC Espoo                        | 1:0 n. V. | Puotinkylän Valtti             |
| Helsingin Johanneksen Dynamo    | 3:1       | Hyvinkään Palloseura           |
| Grankulla IFK                   | 0:3       | Helsingfors IFK                |
| Järvenpään PS                   | 1:4       | FC Kiffen 08 Helsinki          |
| FC Norsunkaatajat               | 0:3       | PK-35 Helsinki                 |
| Helsinki United                 | 0:3       | Vantaan Pallo-70               |
| Suurmetsän Urheilijat           | 1:0       | FC Ogeli                       |
| BK-46 Karis                     | 5:1       | Malmin Palloseura              |
| Horman Hiisi Lohja              | 3:0       | IF Sibbo-Vargarna              |
| Käpylän Urheilu-Veikot          | 0:2       | Hangö IK                       |
| Leppävaaran Pallo               | 1:2 n. V. | IF Gnistan                     |
| Karkkilan Urheilijatc           | 2:3       | Team Grani Kauniainen          |
| Naantalin VG-62                 | 1:3       | Harjavallan Pallo              |
| Pargas IF                       | 1:3       | Euran Pallo                    |
| Uudenkaupungin Roima            | 3:0       | Raision Palloseura             |
| Salon Vilpas                    | 0:3       | Turun Pallo                    |
| Tokulan Teräs                   | 2:0       | Turun Toverit                  |
| Pihlavan Tyoväen Urheilijat     | 2:3       | Rauman Pallo                   |
| Kaarinan Pojat                  | 2:3       | ÅIFK Turku                     |
| Porin Palloilijat               | 0:1       | Musan Salama                   |
| Kanavan Pallo-80                | 2:7       | Lahden Työväen Palloilijat     |
| Viialan Peli-Veikot             | 0:5       | PP-70 Tampere                  |
| Ylöjärven Ryhti                 | 1:7       | FC Tampere                     |
| Lahden City Stars               | 0:4       | Lahden City Stars              |
| Polla Tampere                   | 1:8       | PS-44 Valkeakoski              |
| Iittalan Pallo                  | 2:1       | Sääksjärven Loiske             |
| Tampereen Kisa-Toverit          | 1:2       | Valkeakosken Koskenpojat       |
| Tammerfors BK                   | 00:11     | Nokian Pyry JK                 |
| Forssan A-Futis                 | 1:3       | Tampereen Pallo-Veikot         |
| Lauritsalan Työväen Palloilijat | 3:1       | Savonlinnan Työväen Palloseura |
| Buta Kotka                      | 2:1       | Myllykosken Pallo -86          |
| FC Kotka                        | 0:6       | Karhulan Peli-Karhut           |
| Purha Inkeroinen                | 2:4       | Simpeleen Urheilijat           |
| Mikkelin Kissat                 | 1:2       | Lappeenrannan Pallo            |
| PEPO Lappeenranta               | 3:0       | Imatran Pallo-Salamat          |
| Loviisan Tor                    | 3:2       | Kotkan Työväen Palloilijat     |
| Jämsänkosken Ilves              | 3:2       | Kings SC Kuopio                |
| FC Tarzan Kuipio                | 1:2       | Jyväskylän Palloilijat-77      |
| Keuruun Pallo                   | 5:3       | Äänekosken Huima               |
| Haapamäen Pallo-Pojat           | 2:1       | Jyväskylän Pallokerho          |
| Karelian Pallo                  | 2:5       | Juankosken Pyrkivä             |
| Iisalmen Pallo-Veikot           | 1:0       | Koparit Kuopio                 |
| Ykspihlajan Reima               | 0:7       | Gamlakarleby BK                |
| Teuvan Pallo                    | 2:4       | Lappfjärds BK                  |
| Tohmajärven Urheilijat          | 1:3       | Terjärv Ungdoms SK             |
| Nykarleby IK                    | 3:6       | Vasa BK-IFK                    |
| Sepsi-78 Seinäjoki              | 1:3       | Vaasan PS                      |
| Lapuan Virkiä                   | 0:2 n. V. | IF Närpes Kraft                |
| Kontio Kolari                   | 0:2       | Rovaniemen Reipas              |
| Pasmajärven Palloilijat         | 1:0       | Saarenkylän Nuorisoseura       |
| Iltatähti Oulu                  | 0:1       | Kajaanin Haka                  |
| Pellon Ponsi                    | 1:3       | Rovaniemen Lappi               |
| Suomussalmen PS                 | 0:2       | Kajaanin Palloilijat           |
| Tornion Pallo -47               | 2:4       | Oulun Palloseura               |

## 4. Runde
|                              | Ergebnis              |                                 |
| ---------------------------- | --------------------- | ------------------------------- |
| Horman Hiisi Lohja           | 1:2                   | Keravan Pallo-75                |
| Helsingin Johanneksen Dynamo | 4:3                   | BK-46 Karis                     |
| FC Espoo                     | 1:5                   | Hangö IK                        |
| Suurmetsän Urheilijat        | 6:1                   | Team Grani Kauniainen           |
| IF Gnistan                   | 0:3                   | FC Kiffen 08 Helsinki           |
| Helsingin Ponnistus          | 4:1                   | Vantaan Pallo-70                |
| PK-35 Helsinki               | 0:5                   | Helsingfors IFK                 |
| Harjavallan Pallo            | 1:3 n. V.             | Musan Salama                    |
| ÅIFK Turku                   | 2:0                   | Rauman Pallo                    |
| Uudenkaupungin Roima         | 0:1                   | Turun Pallo                     |
| Tokulan Teräs                | 1:0                   | Euran Pallo                     |
| Iittalan Pallo               | 0:2                   | Tampereen Pallo-Veikot          |
| PS-44 Valkeakoski            | 1:4                   | Valkeakosken Koskenpojat        |
| Nokian Pyry JK               | 1:1 n. V. (7:8 i. E.) | FC Tampere                      |
| PP-70 Tampere                | 2:3                   | Seiskat Lahti                   |
| Buta Kotka                   | 2:5                   | Lauritsalan Työväen Palloilijat |
| Simpeleen Urheilijat         | 2:1                   | Karhulan Peli-Karhut            |
| PEPO Lappeenranta            | 1:4 n. V.             | Lappeenrannan Pallo             |
| Lahden Työväen Palloilijat   | 3:1                   | Loviisan Tor                    |
| Haapamäen Pallo-Pojat        | 0:8                   | Jämsänkosken Ilves              |
| Keuruun Pallo                | 2:1                   | Jyväskylän Palloilijat-77       |
| Iisalmen Pallo-Veikot        | 2:5                   | Juankosken Pyrkivä              |
| Terjärv Ungdoms SK           | 1:4                   | Vasa BK-IFK                     |
| Vaasan PS                    | 3:1                   | IF Närpes Kraft                 |
| Lappfjärds BK                | 0:4                   | Gamlakarleby BK                 |
| Kajaanin Palloilijat         | 2:1                   | Kajaanin Haka                   |
| Rovaniemen Reipas            | 3:1 n. V.             | Rovaniemen Lappi                |
| Pasmajärven Palloilijat      | 1:5 n. V.             | Oulun Palloseura                |

## 5. Runde
In dieser Runde stiegen, nachdem Kuopion Elo zurücktrat, nur elf Zweitligisten ein. Daher erhielt mit Keuruun Pallo ein Verein ein Freilos.
|                                 | Ergebnis              |                       |
| ------------------------------- | --------------------- | --------------------- |
| Helsingin Johanneksen Dynamo    | 0:2                   | ÅIFK Turku            |
| Helsingfors IFK                 | 0:1 n. V.             | Pallo-Iirot Rauma     |
| FC Kiffen 08 Helsinki           | 0:2                   | Tokulan Teräs         |
| Helsingin Ponnistus             | 0:4                   | Turun Pallo           |
| Suurmetsän Urheilijat           | 3:2                   | Hangö IK              |
| Valkeakosken Koskenpojat        | 4:1                   | Kontulan Urheilijat   |
| Keravan Pallo-75                | 0:4                   | FC Tampere            |
| Tampereen Pallo-Veikot          | 1:2                   | FinnPa Helsinki       |
| Seiskat Lahti                   | 3:2 n. V.             | Musan Salama          |
| Lauritsalan Työväen Palloilijat | 4:0                   | Jämsänkosken Ilves    |
| Simpeleen Urheilijat            | 0:6                   | Joutsenon Kullervo    |
| Juankosken Pyrkivä              | 00:15                 | Pallo-Kerho 37        |
| Lappeenrannan Pallo             | 0:3                   | Kumu Kuusankoski      |
| Lahden Työväen Palloilijat      | 0:1                   | Myllykosken Pallo -47 |
| Kajaanin Palloilijat            | 1:3                   | TP-55 Seinäjoki       |
| Kemin Palloseura                | 2:3                   | Oulun Luistinseura    |
| Rovaniemen Reipas               | 3:0                   | Kokkolan Palloveikot  |
| Oulun Palloseura                | 1:1 n. V. (6:7 i. E.) | Vasa BK-IFK           |
| Vaasan PS                       | 5:1                   | Gamlakarleby BK       |
| Keuruun Pallo                   | Freilos               |                       |

## 6. Runde
In dieser Runde stiegen die zwölf Erstligisten ein.
|                                 | Ergebnis              |                           |
| ------------------------------- | --------------------- | ------------------------- |
| Vasa BK-IFK                     | 0:1                   | Vaasan PS                 |
| Kuopion PS                      | 3:4 n. V.             | FF Jaro                   |
| TP-55 Seinäjoki                 | 0:2                   | Rovaniemi PS              |
| Rovaniemen Reipas               | 1:1 n. V. (4:3 i. E.) | Pallo-Kerho 37            |
| Oulun Luistinseura              | 2:0                   | Oulun Työväen Palloilijat |
| Seiskat Lahti                   | 0:3                   | Myllykosken Pallo -47     |
| FC Tampere                      | 3:1                   | ÅIFK Turku                |
| Suurmetsän Urheilijat           | 0:5                   | FC Kuusysi                |
| FinnPa Helsinki                 | 2:2 n. V. (5:6 i. E.) | Porin Pallo-Toverit       |
| Tokulan Teräs                   | 0:4                   | HJK Helsinki              |
| Keuruun Pallo                   | 0:6                   | Turku PS                  |
| Turun Pallo                     | 2:2 n. V. (5:4 i. E.) | Lahden Reipas             |
| Joutsenon Kullervo              | 1:0                   | Haka Valkeakoski          |
| Kumu Kuusankoski                | 3:1                   | Pallo-Iirot Rauma         |
| Lauritsalan Työväen Palloilijat | 0:5                   | Ilves Tampere             |
| Valkeakosken Koskenpojat        | 0:2 n. V.             | Mikkelin Palloilijat      |

## 7. Runde
|                       | Ergebnis              |                     |
| --------------------- | --------------------- | ------------------- |
| Turun Pallo           | 1:1 n. V. (3:5 i. E.) | Vaasan PS           |
| FC Tampere            | 1:3                   | Kumu Kuusankoski    |
| HJK Helsinki          | 0:2                   | Ilves Tampere       |
| FF Jaro               | 1:2                   | Porin Pallo-Toverit |
| Mikkelin Palloilijat  | 2:0                   | Rovaniemi PS        |
| Myllykosken Pallo -47 | 1:3                   | FC Kuusysi          |
| Oulun Luistinseura    | 2:1                   | Joutsenon Kullervo  |
| Rovaniemen Reipas     | 1:2                   | Turku PS            |

## Viertelfinale
|                      | Ergebnis  |                    |
| -------------------- | --------- | ------------------ |
| Vaasan PS            | 2:3       | Ilves Tampere      |
| FC Kuusysi           | 4:1       | Kumu Kuusankoski   |
| Porin Pallo-Toverit  | 1:2 n. V. | Turku PS           |
| Mikkelin Palloilijat | 3:1       | Oulun Luistinseura |

## Halbfinale
|            | Ergebnis |                      |
| ---------- | -------- | -------------------- |
| FC Kuusysi | 1:0      | Mikkelin Palloilijat |
| Turku PS   | 4:2      | Ilves Tampere        |

## Finale
| Paarung        | FC Kuusysi – Turku PS |
| Ergebnis       | 0:0 n. V.; 3:5 i. E. |
| Datum          | 24. Oktober 1991 um 15:00 Uhr (14:00 Uhr MEZ) |
| Stadion        | Olympiastadion, Helsinki |
| Zuschauer      | 8.727 |
| Schiedsrichter | Ilkka Koho |
| Tore           | Elfmeterschießen: 0:1 Aleksandr Ivanov 1:1 Kalle Lehtinen 1:2 György Kajdy 2:2 Jari Rinen 2:3 Ari Heikkinen 3:3 Michael Belfield 3:4 Petri Sulonen Ilkka Remes 3:5 Niclas Grönholm                                                                                                  |
| Turku PS       | Eingesetzte Spieler: Markku Palmroos – Ari Heikkinen, Petri Sulonen, György Kajdy, Aleksandr Ivanov, Niclas Grönholm, Mika Aaltonen, Marko Rajamäki, Kim Suominen, Juha Laaksonen, Jyrki Hännikäinen, Mikko Poutanen, Esa Johansson, Janne Lehtinen, Esa Nieminen, Olli Kangaslahti |